# Salvelinus obtusus
Salvelinus obtusus és una espècie de peix de la família dels salmònids i de l'ordre dels salmoniformes.

## Hàbitat
Viu en zones d'aigües dolces temperades (54°N-51°N, 11°W-6°W).

## Distribució geogràfica
Es troba a Irlanda.